# Baglung (stad)
Baglung (Sanskriet: बागलुङ जिल्ला) is een stad (Engels: municipality; Nepalees: nagarpalika) in Nepal, en tevens de hoofdstad van het gelijknamige district. De stad telde in 2011 29.360 inwoners.